# Turi Weinmann
Turi Weinmann, eigentlich Johann Franz Xaver Weinmann (* 26. Dezember 1883 in Regensburg; † 18. Januar 1950 in Grünwald) war ein deutscher Bildhauer.

## Leben
Turi Weinmann studierte an der Akademie der Bildenden Künste München und der Staatlichen Akademie der Bildenden Künste Karlsruhe sowie in Italien, in Florenz und Rom. Weinmann schuf vor allem Bildnisbüsten und weibliche Aktfiguren. Die Motive zu seinen Anfertigungen stammen vorwiegend von alten Meistern der Renaissance, die Weinmann auf seinen Reisen in Italien fand.

## Werke (Auswahl)
- Feldarbeiter mit Schaufel, 1913
- Tänzerin
- Badende, 1919
- Frauenakt, Bronze, 1919
- Liebespaar, 1923
- Frau mit Kind, 1930
- Mädchenbüste, 1932
- Büste des Oskar von Miller

## Ausstellungen
- 1913 – Kollektiv-Ausstellung, Galerie Heinemann, München[2]
- 1914 – Münchener Original-Plastik, Galerie Heinemann, München[2]